# Skills in Pills
Album Skills in Pills je první společné studiové album frontmana kapely Rammstein Tilla Lindemanna a Petera Tägtgrena, které vyšlo 19. června 2015.

## Seznam skladeb
1. Skills in Pills
2. Ladyboy
3. Fat
4. Fish On
5. Children of the Sun
6. Home Sweet Home
7. Cowboy
8. Golden Shower
9. Yukon
10. Praise Abort
11. That's my Heart